# Circe Invidiosa
Circe Invidiosa este un tablou de John William Waterhouse realizat în 1892. Este al doilea tablou cu acest subiect, după Circe oferindu-i cupa lui Ulise (1891), inspirat tot de personajul mitologic grec, Circe, de data aceasta în timp ce otrăvește apa pentru a o transforma pe Scila, rivala ei pentru Glaucos, „într-un monstru hidos”. Anthony Hobson descrie pictura ca fiind „învestită cu o aură de amenințare, completată de o schemă de culori puternice de verde profund și albastru pe care [Waterhouse] le-a utilizat foarte bine”. Aceste culori păreau „aproape de vitraliu sau bijuterii”, conform lui Gleeson White. Judith Yarnall întărește impresia legată de culori și menționează o „integritate a liniei” în pictură. Ea spune că, luate ca o pereche, cele două picturi ale lui Waterhouse despre Circe conduc la întrebarea: „Este zeiță sau femeie”.
Circe Invidiosa face parte din colecția Galeriei de Artă din Australia de Sud, care deține, de asemenea, pictura realizată tot de Waterhouse, Favoriții împăratului Honorius.
Waterhouse a revenit câțiva ani mai târziu, în 1911, la subiectul Circe, când a realizat pictura „Vrăjitoarele”.

## Lista de referințe
1. ↑  Hobson, Anthony. 1989. J. W. Waterhouse. Oxford: Phaidon Christie's. pages 48-49, 52. ISBN: 0-7148-8066-3
2. ↑  White, Gleeson. 1909. The Master Painters of Britain. International Studio. p. 318.
3. ↑  Yarnall, Judith. 1994. Transformations of Circe: The History of an Enchantress. University of Illinois Press. page 166
4. ↑  Art Gallery of South Australia: Collection